# 양환격
양환격 또는 상박세는 구조상의 결함 내지 결점으로 한 곳에서 두 가지의 환격이 생기는 모양이다.